# Coushatta
Coushatta is een plaats (town) in de Amerikaanse staat Louisiana, en valt bestuurlijk gezien onder Red River Parish.

## Demografie
Bij de volkstelling in 2000 werd het aantal inwoners vastgesteld op 2299.
In 2006 is het aantal inwoners door het United States Census Bureau geschat op 2180, een daling van 119 (-5.2%).

## Geografie
Volgens het United States Census Bureau beslaat de plaats een oppervlakte van
8,9 km², waarvan 8,7 km² land en 0,2 km² water. Coushatta ligt op ongeveer 61 m boven zeeniveau.

## Plaatsen in de nabije omgeving
De onderstaande figuur toont nabijgelegen plaatsen in een straal van 24 km rond Coushatta.